# Sophie Boegner
Pour les articles homonymes, voir Boegner.
Sophie Boegner, née en 1952, est une membre de la famille Wendel, qui est à l'origine de l'affaire Wendel qui a conduit à la condamnation au pénal en 2022  de quatorze anciens cadres et dirigeants de Wendel, dont Jean-Bernard Lafonta et Ernest-Antoine Seillière.

## Famille
Elle est la fille de Jean-Marc Boegner, conseiller du général de Gaulle, ambassadeur de France, et de Odilie de Moustier, l'une des héritières de la fortune familiale des Wendel. Elle est la petite-fille du pasteur Marc Boegner, président de la Fédération protestante de France, membre de l'Académie française. Elle est la belle-sœur du sénateur et président du conseil régional de Bretagne Josselin de Rohan-Chabot. Elle est la cousine de Françoise de Panafieu.
Par sa mère, elle est aussi en parenté avec Ernest-Antoine Seillière, président jusqu'en 2008 de la holding familiale Société lorraine de participations sidérurgiques (SLPS) devenue Wendel-Participations (WP) et président jusqu'en 2013 de Wendel Investissement devenu Wendel. Elle est aussi en parenté avec Priscilla de Moustier (née Celier), présidente depuis 2018 du conseil d'administration de la holding Wendel Participations et membre du conseil d'administration de Wendel.
Elle est mariée avec Pierre Levine, qui a dirigé un groupe de sociétés saoudiennes et a été chargé de cours en droit fiscal international à l'université Paris V. Ils ont deux fils.

## Études
Diplômée de l'Institut d'études politiques de Paris (1974), Sophie Boegner se spécialise dans l'aménagement du territoire et l'urbanisme. Licence d'urbanisme (université Paris-VIII, 1977, devenu Institut d'urbanisme de Paris) et diplôme d'études supérieures spécialisées (DESS) « Collectivités locales, équipements, travaux publics » (université Paris-I, 1983).

## Carrière
Sophie Boegner intègre le ministère de l’Equipement, direction de l'aménagement foncier et de l’urbanisme (DAFU, 1974-1979) et, en qualité de commissaire du Gouvernement, participe à l’élaboration de la loi dite Galley portant réforme de la politique foncière du 31 décembre 1975 et de la loi portant réforme de l’urbanisme du 31 décembre 1976. Puis elle rejoint l’agence d’urbanisme du Mantois (1979 à 1983). Simultanément, elle conduit une opération programmée d'amélioration de l’habitat (OPAH) à Chanteloup les Vignes.
Après avoir été (1983-1990) directrice du cabinet du maire du XVème arrondissement, René Galy Dejean, député de la 13ème circonscription de Paris, elle est nommée (1990-2001) directrice générale de la société d’économie mixte d'équipement et d’aménagement du 15e arrondissement (SEMEA XV),, devenue SEMPARISEINE.
Elle est ensuite nommée (2002-2004) directrice de la fédération nationale des conseils d’ architecture, d’urbanisme et d’environnement (FNCAUE).
Puis elle rejoint le ministère de la Défense, direction des patrimoines, de la mémoire et des archives (DPMA) comme directrice de projets (2004 à 2013), où elle traite de la modernisation du parc des logements ainsi que de projets immobiliers tels que le transfert de l’Ecole nationale supérieure de techniques avancées (ENSTA) à Palaiseau, la rénovation du Centre national des sports de la défense (CNSD), le regroupement des États-Majors et services centraux du ministère sur l’Hexagone Balard.

## Rôle dans l'affaire Wendel
En mars 2006, elle devient l'un des 18 membres du conseil d'administration de la Société lorraine de participations sidérurgiques (SLPS, devenu Wendel-Participations), une holding familiale qui contrôle Wendel,. En 2008, elle dénonce une opération qu'elle considère comme une malversation de son cousin Ernest-Antoine Seillière et de Jean-Bernard Lafonta, qui a permis à ces derniers accompagnés de quelques cadres de l'entreprise de s'approprier pour 315 millions d’euros d’actions du groupe, soit 4,5% du capital, qu'ils avaient acheté 4,5 fois moins cher. Elle les attaque en justice pour « abus de biens sociaux et recel », et prend comme avocat Patrick Maisonneuve.
Écœuré par cette attitude, Ernest-Antoine Seillière demande à Sophie Boegner de démissionner du conseil de SLPS. Devant son refus, il fait révoquer son mandat d'administrateur par une Assemblée générale du 11 juin 2008, avec une majorité de 82% des voix exprimées.
Malgré les efforts de Sophie Boegner, Ernest-Antoine Seillière obtient un non-lieu du juge Renaud Van Ruymbeke du pôle financier du TGI de Paris le 4 août 2011. Non-lieu confirmé en appel en 2012 et en cassation en 2014.
En parallèle, Sophie Boegner sollicite en octobre 2010 l'appui de la député PS Aurélie Filippetti puis de Jérôme Cahuzac, qui est alors président de la commission des finances de l'Assemblée nationale. Celui-ci presse l'Etat de porter plainte pour fraude fiscale contre les dirigeants de Wendel.
En décembre 2010, le fisc notifie un redressement, qui porte sur une fraude de 240 millions d'euros, à l'égard des mêmes cadres supérieurs qui n'ont pas déclaré leurs plus-values, qu'ils avaient dissimulées par des montages astucieux. La procédure judiciaire qui s'ensuit à partir de 2012 aboutit à des condamnations importantes de Jean-Bernard Lafonta et de Ernest-Antoine Seillière en avril 2022.

## Mandats
- The University of Chicago Center in Paris : membre du visiting committee (2000-2013)
- Wendel-Participations : administrateur (2006-2008)
- Proxinvest : membre du comité d'orientation (2011-2013)[23],[24]
- Foyer des Israélites Réfugiés (FIR) : administrateur (2010-2013)

## Décorations
- Chevalière de la Légion d'honneur (2002).

## Publications
- Documents d’urbanisme et permis de construire après le transfert de compétences, éditions du Moniteur (1re édition 1985 - 2e édition 1988).